# 莲座粉背蕨
莲座粉背蕨（学名：Aleuritopteris rosulata）为中国蕨科粉背蕨属下的一个种。

## 扩展阅读
- 維基物種上的相關：莲座粉背蕨